# Pontinus longispinis
Pontinus longispinis és una espècie de peix pertanyent a la família dels escorpènids.

## Descripció
- Fa 25 cm de llargària màxima (normalment, en fa 20).[5][6][7]

## Hàbitat
És un peix marí, demersal i de clima tropical (32°N-33°S) que viu entre 75-440 m de fondària.

## Distribució geogràfica
Es troba a l'Atlàntic occidental: des de Geòrgia (els Estats Units) i el nord del Golf de Mèxic fins al Brasil. És absent de les Antilles.

## Observacions
És verinós per als humans.